# 壯綠鸚嘴魚
壯綠鸚嘴魚，為輻鰭魚綱鱸形目隆頭魚亞目鸚哥魚科的其中一種，分布於中東太平洋的夏威夷群島海域，棲息深度1-71公尺，體長可達60.9公分，棲息在水質清澈的潟湖、海草生長的礁石區，以藻類為食，可做為觀賞魚。